# Рипалдина (Павија)
Рипалдина је насеље у Италији у округу Павија, региону Ломбардија.
Према процени из 2011. у насељу је живело 351 становника. Насеље се налази на надморској висини од 61 м.